# Casa de Cultura (Camallera)
|  | Per a altres significats, vegeu «centre cultural». |

La Casa de Cultura és un edifici al nucli urbà de la població de Camallera, al bell mig del terme i formant cantonada entre la plaça de la Vila i el carrer del Mig. L'edifici que allotja el Centre d'Estudis Comarcals Josep de Ribot, conegut popularment com la Casa de Cultur", va ser bastit a les darreries del segle xviii, segons consta en el diverses inscripcions que apareixen incises a les llindes, i que es poden apreciar en les façanes: 1779-1789-1792. Sembla que en el seu origen, la casa va hostatjar una comunitat de monges dedicades a l'ensenyament. Actualment el centre s'encarrega d'organitzar activitats culturals i festes populars i conté una biblioteca pública.
Edifici cantoner de planta rectangular, format per quatre cossos adossats, corresponents a diferents ampliacions. L'edifici original presenta la coberta de dues vessants de teula i està distribuït en planta baixa i pis. Presenta la façana principal orientada al carrer del Mig, amb un portal d'accés d'arc rebaixat bastit amb maons i els brancals bastits amb carreus de pedra, els inferiors decorats. La resta de finestres són rectangulars i també estan emmarcades amb carreus. Les dues de la primera planta tenen els ampits motllurats. A la façana encarada a la plaça hi ha tres finestres per planta, totes elles emmarcades amb carreus i llindes planes, en una de les quals hi ha l'any 1779 gravat. L'edifici és bastit amb pedra desbastada de diverses mides, lligat amb morter i amb carreus escairats a les cantonades.
Envers el nord, la casa presenta un cos rectangular adossat, distribuït en planta baixa i pis, amb coberta a un sol vessant a la part posterior i terrassa davantera. A la planta baixa, un portal d'arc rebaixat dona accés a l'interior. Destaca una inscripció gravada amb la data 1789 i situada a l'extrem nord - oest del parament.
A ponent de l'edifici principal, encarat davant la plaça, hi ha un cos adossat més recent, actualment destinat a les dependències de l'ajuntament de la població, el qual també ocupa part de l'edifici original.

## Història
1. 1 2 3 4 5  «Casa de Cultura». Inventari del Patrimoni Arquitectònic de Catalunya.   Direcció General del Patrimoni Cultural de la Generalitat de Catalunya. [Consulta: 28 agost 2015].